# 利特維涅齊 (卡尼夫區)
49°44′38″N 31°22′1″E / 49.74389°N 31.36694°E
利特維內茨（烏克蘭語：Литвинець）是位於烏克蘭中部的村莊，由切爾卡瑟州切爾卡瑟區的博布里齊亞市鎮負責管轄。該村始建於十四世紀，面積1.55平方公里，海拔高度157米，2009年人口923，人口密度每平方公里595.5人。